# Henry van Etten
 (mai 2019).
Pour les articles homonymes, voir Van Etten.
Henry van Etten né le 28 mars 1893 à Paris et décédé en 1968 à Manosque dans les Alpes-de-Haute-Provence, est un missionnaire quaker d'origines néerlandaise et française.
Il a fait connaître l'espéranto et le quakerisme par ses publications et plusieurs centaines de conférences données en France ainsi qu'en Angleterre, Suisse, Belgique et aux États-Unis. Henri van Etten a marqué le renouveau du quakerisme en France au XXe siècle.
Il a contribué à améliorer les conditions dans les prisons et les foyers pour jeunes délinquants.

## Biographie

### Famille
Henry van Etten est fils d’un père hollandais venu à Paris avec sa famille à l'âge de neuf ans, et d’une mère française de famille modeste. La famille est catholique. Il suit des études commerciales.
Il travaille avec son père dans une entreprise de liqueurs hollandaises, puis à sa suite jusqu’en 1919. Entre 1921 et 1923, il tient une salle de projection de cinéma à Roye dans la Somme.
Mariage en 1914 avec Marcelle, d’où une fille, Colette, née en 1918.
En 1932, sa fille Colette doit apprendre pour l'école une poésie de Victor Hugo « glorifiant l'armée et la guerre », il refuse et lui donne une lettre pour l'institutrice. Colette tombera amoureuse d'un soldat allemand et quittera la France pour Munich en 1944.

### Espéranto
Dès l’âge de 14 ans, il est attiré par les dimensions internationaliste et pacifiste de l'espéranto. Il devient rapidement très actif dans les cercles espérantistes.
Une bonne partie des conférences qu'il donne en France et dans les pays limitrophes dans les années 1920 et 1930 sont consacrées à l'espéranto. Il prend part à la fondation de l’Association Quaker Espérantiste en 1921.

### Quaker dans les prisons
Henry van Etten assiste à son premier culte quaker le 9 juillet 1916, il devient membre de la Société des Amis en décembre de la même année.  Sa femme Marcelle devient quaker en 1929. 
Son principal engagement a été en tant que secrétaire du Centre quaker international de Paris de mars 1924 à juin 1946. Il effectua des dizaines de voyages et fit un grand nombre de conférences, tant pour faire connaître le quakerisme que pour améliorer les conditions des jeunes délinquants et des prisonniers. Il fut admis à visiter de nombreux établissements pénitentiaires et il remarque dans son autobiographie que ses rapports ont contribué à améliorer la situation dans de nombreux cas. C'étaient les Maisons centrales, les colonies pénitentiaires, les internats.
Il est cofondateur (1926) puis secrétaire général du Comité d'étude et d'action pour la diminution du crime. Première prise de parole devant des détenus adolescents à la Petite-Roquette en 1927. Les jeunes sont enfermés dans des guérites : Henry van Etten ne voit que leurs têtes. Il est bouleversé, demande et obtient un libre droit de visite dans les prisons. En 1933, il donne trois causeries à Fresnes dans la chapelle cellulaire contenant 250 guérites individuelles. Le Comité devient en 1935 la ligue Pour l'Enfance Coupable.
En 1933-1934, il participe à l'aide donnée aux Juifs réfugiés à Paris (c'est l'Entraide européenne). En 1936, à la suite d'un changement à la tête de l'administration pénitentiaire, sa carte de visiteur de prison n'est plus renouvelée : il se consacrera dès lors essentiellement aux mineurs.
Durant la guerre, il prend une part active au « Secours Quaker » où il collabore avec Marguerite Czarnecki. Il visite les camps de prisonniers allemands et plus tard les prisons allemandes en France, où il organise des distributions de vivres et de médicaments pour les prisonniers civils. Arrêté durant quelques jours par la Gestapo en 1944, il est libéré grâce aux soutiens d'allemands. Le travail dans les prisons continue quand les résistants sont remplacés par les collaborateurs, dès septembre 1944.
En 1946, il est écarté du Centre quaker international de Paris et en souffre énormément, il se sent injustement lâché et ne comprendra jamais les raisons de ce rejet.

### Éducateur
Henry van Etten est de 1947 à 1950 directeur du Centre de rééducation de « Schloss Ardeck » pour jeunes délinquants allemands, à Gau-Algesheim en Allemagne, sous le Gouvernement militaire français de Mayence. L'établissement devient établissement d'État, c'est une reconnaissance du gouvernement allemand.
De retour en France, le couple van Etten dirige brièvement un foyer pour jeunes garçons dans un château en ruines proche du Havre, dépendant d'un comité privé. Puis Henry van Etten reprend la direction d'un Patronage parisien très vétuste, de 1951 à 1954.

### Aux États-Unis
De 1954 à 1959, les van Etten vivent à Absecon, dans le New Jersey, avec la famille de leur fille. Henry van Etten donne des leçons de français et rédige une biographie de George Fox à la demande des Éditions du Seuil. Mais sa santé est de plus en plus déficiente et la famille revient habiter en France.

## Publications
Henry van Etten fut auteur ou traducteur de plus de trente livres, ainsi que de nombreuses brochures et articles, tous axés sur les divers aspects du message et de l'esprit quaker. Sa première brochure en français est publiée en 1919. 
Rédacteur depuis 1924 de la revue mensuelle l'Écho des Amis (les Amis sont les quakers).
Il publie depuis 1932 la revue Rayons, seule revue autorisée dans les prisons de femmes. Rédacteur entre 1938 et 1947 de la revue mensuelle Pour l'Enfance coupable, qui devient Sauvons l'Enfance puis Rééducation.
- (eo) George Fox, fondinto de la Religia Societo de Amikoj (kvakeroj), 1624-1690, Friends service council, Londres, [1916?] (réédité en 1924, 1948, 1982), 15 p.
- Les Quakers : histoire de la Société religieuse des amis depuis sa fondation jusqu'à nos jours, Fischbacher et Société chrétienne des Amis (Quakers), Paris, 1924, 130p.
- Les Quakers et la Paix, Société des Amis (Quakers), Paris, 1933 (nouvelle édition), 16p.
- Chronique de la vie quaker française de 1750 à 1938, Société religieuse des Amis (Quakers), Paris, 1938 (réédition complétée en 1947), 316 p. [Bibliothèque chrétienne online]
- Le quakerisme : Aperçus sur l'histoire, les principes et les pratiques de la Société Religieuse des Amis, Société religieuse des Amis, Paris, 1953, 98 p.
- Georges Fox et les Quakers, Seuil, Collections Microcosme « Maîtres spirituels », Paris, 1956 (réédité en 1960, 1966), 190 p.
- Journal d'un Quaker de notre Temps (1893-1962), Ed. du Scorpion, Coll. Alternance, 1964, 253 p. – Autobiographie